# Hardangerjøkulen
El Hardangerjøkulen es el sexto glaciar más grande de la Noruega continental. Se ubica en los municipios de Eidfjord y Ulvik en la provincia de Hordaland. Se localiza a 16 km al noreste de Eidfjord, a 5 km al sur de Finse y a 20 km al oeste de Haugastøl.

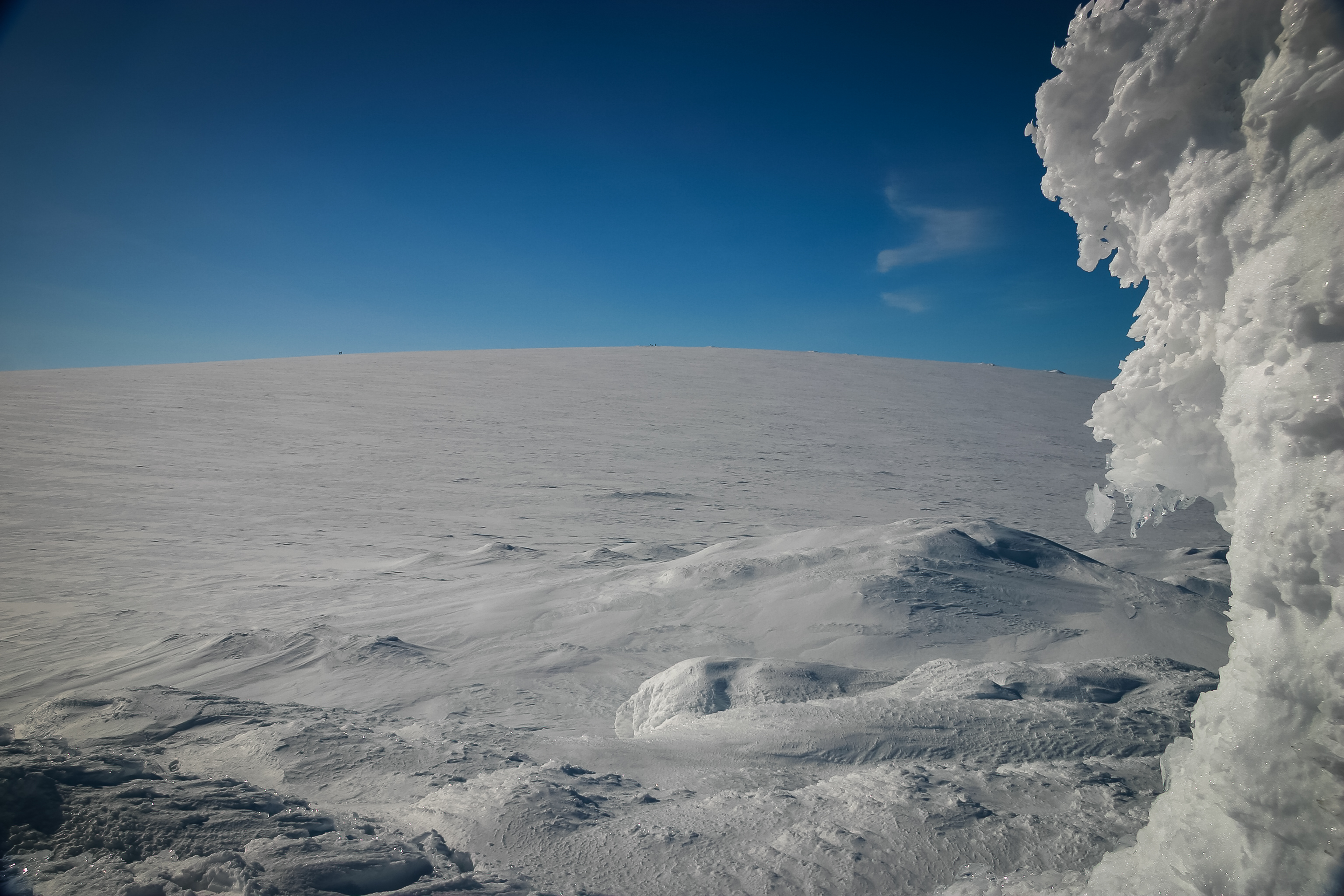
Punto más alto del Hardangerjøkulen (1863 m s. n. m.).

El punto más alto del Hardangerjøkulen llega a 1863 m s. n. m. siendo el punto más alto de la provincia de Hordaland. El punto más bajo llega a los 1050 m s. n. m. El grosor promedio es de 380 m, pero se ha reducido al lo largo del siglo XX.

## Acceso
Se puede acceder desde el norte en Finse durante el invierno. El único modo de llegar es mediante la estación de Finse, parte de la Bergensbanen. Para llegar a la cima se necesita el uso esquíes desde Finse.

## Historia reciente
En la película de 1980 Star Wars V: The Empire Strikes Back el glaciar Hardangerjøkulen fue parte de algunas escenas del planeta Hoth.